# Étienne de Bonneuil
Étienne de Bonneuil (Parigi, XIII secolo – XIII secolo) è stato un architetto francese.

## Biografia

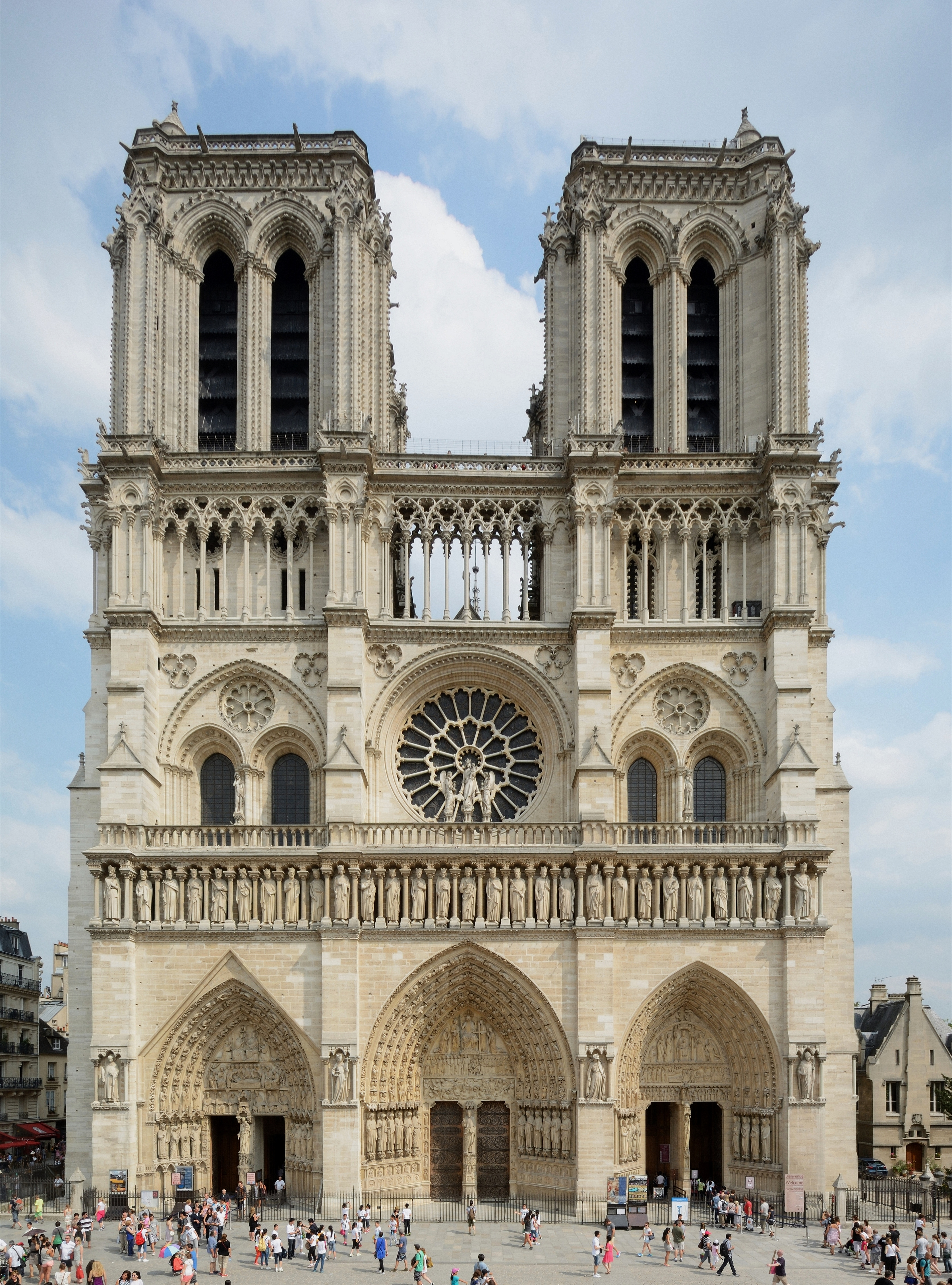
Cattedrale di Notre-Dame

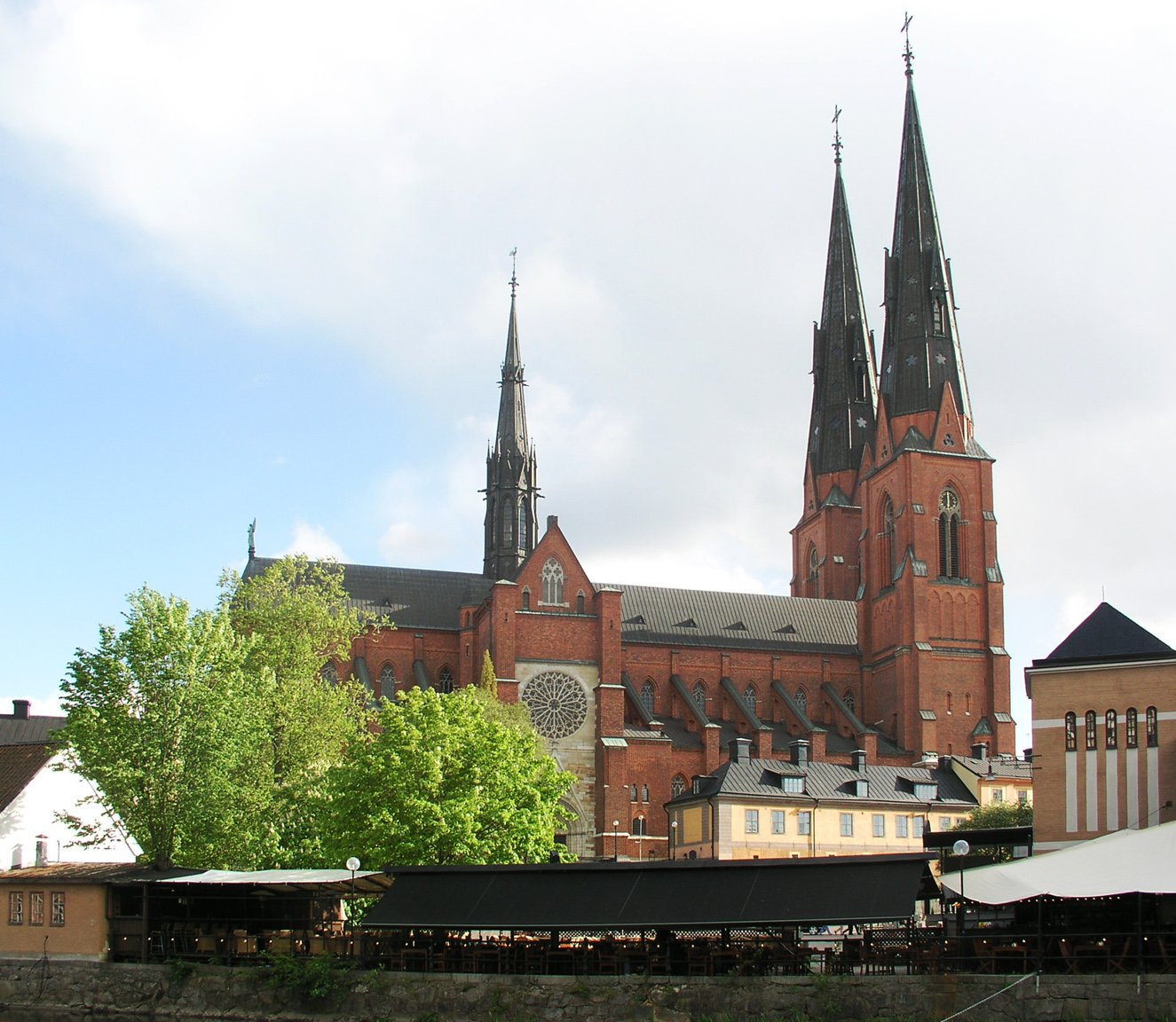
Cattedrale di Uppsala

Non si posseggono informazioni sicure riguardanti la formazione dell'architetto francese Bonneuil.
Qualche documento parigino lo menziona come maestro tailleur de pierre, e questo fatto fa supporre che Bonneuil fece i suoi primi passe nel mestiere, come quasi tutti i maestri medioevali, collaborando con una delle corporazioni che costruivano le grandi cattedrali francesi.
Alcune fonti di notizie lo associano al nome di Jean e Pierre de Chelles per la realizzazione della cattedrale parigina di Notre-Dame.
A Parigi incontrò due studenti universitari, originari di Uppsala in Svezia, grazie ai quali ricevette l'invito dell'arcivescovo di Uppsala, per lavorare alla nuova cattedrale di quella città.
Trasferitosi ad Uppsala, Bonneuil, secondo alcune fonti, contribuì attivamente all'inizio dei lavori nel 1289, invece secondo altre documentazioni, quando arrivò in Svezia la costruzione era già stata iniziata ed il coro era già quasi ultimato, e quindi lavorò soprattutto nella navata.
In qualunque caso Bonneuil modificò il progetto architettonico originario, realizzando l'opera gotica più significativa e più imponente della Scandinavia,  nella quale risultò evidente l'influenza del gotico transalpino,  con in aggiunta qualche derivazione classica per la disposizione planimetrica, e dell'abbazia di Saint-Denis per i pilastri e gli archi, oltre a qualche elemento estraneo all'arte e all'architettura francese.

## Opere principali
- Cattedrale di Notre-Dame;
- Cattedrale di Uppsala.